# Aline van Barentzen
Aline van Barentzen   (Somerville, 7 de juliol de 1897 - 16è districte de París, 30 d'octubre de 1981), també coneguda com a Aline van Hoyle-Barentzen, fou una pianista franco-americana.

## Biografia
Van Barentzen nasqué a Sommerville, Massachusetts i va donar el seu primer concert a l'edat de quatre anys. A una edat primerenca, sa mare la va portar a París per rebre la seva formació musical. A l'edat de set anys va tocar el Concert per Piano núm.1 de Beethoven i als nou anys ja va entrar al Conservatori de París. Allà va estudiar amb Marguerite Long, Mrs. Marcou i Élie-Miriam Delaborde. Al 1909, només amb onze anys, va ser guardonada amb el Primer Premi a la competició de piano del Conservatori de París.
La crítica en va dir:
A Le Matin del 10 de juliol de 1909 Georges Cochet ho va descriure així: «D'entre totes, Aline Van Barentzen es distingia indiscutiblement per la seva edat (onze ayns i onze mesos) i per la seva tècnica impecable. És clar, que per la comprensió de textos musicals, encara té molt per aprendre, però això s'adquireix fora del conservatori i és just que en surti sense trigar més».
A Le Guide Musical, gener-febrer del 1937, Pierre Breton va escriure: «Aline van Barentzen, al llarg de les seves gires mundials ha tocat diversos cops París. He pogut escoltar-la als Concerts Colonne amb el Concert en sol major de Beethoven. Quina artista meravellosa! Un sentit profund del caràcter de l'obra, de la seva estructura, una tècnica enlluernadora a aquestes cadències tan escabroses però musicals i després sobretot una simplicitat, una reserva tal als gestos que fa que el seu extraordinari talent sembli a l'abast de tothom».
Aleshores va continuar el seu entrenament amb Heirich Barth i Ernst von Dohnanyi a Berlín, on també va conèixer el jove Arthur Rubinstein i Wilhelm Kempff. Va completar la seva formació a Viena amb Theodor Leschetizky.
Finalment es va establir a París, on va ser envoltada per molts músics çcompositors prominents de l'època. Va tocar obres d'Enesco, Poulenc, Messiaen, Roussel i Heitor Villa-Lobos. El 24 d'octubre de 1927 va estrenar Chôros Núm. 8 de Villa-Lobos (compost en 1925 per a dos pianos i orquestra) als Concerts Colonne a París amb Tomás Teran, sota la direcció del compositor.
Va donar concerts per tot Europa i va enregistrar música per la companyia His Master's Voice.
Als inicis de 1930s, va sol·licitar i obtenir la nacionalitat francesa, romanent a París durant l'Ocupació.
Van Barentzen va donar classes a la Universitat de les Arts (Filadèlfia) i al Conservatorio Nacional Superior de Música (Argentina). El 1954, va ser nomenada professora de piano al Conservatori de París, una posició va exercir fins al 1967. Entre els seus alumnes hi eren Lucie Robert-Diessel, Jean-Philippe Collard, Bernard Feina i Cyprien Katsaris.
Va estrenar obres Henri Martelli (Fantaisie sur un thème malgache, 1946), Florent Schmitt (Hasards, 1943), i Villa-Lobos (Un prole fer bebe n°2, Chôros Núm.8, 1925).
També va compondre per piano sota el seu nom de naixement: Aline Hoyle.
Va morir el 30 d'octubre de 1981 al 16è arrondissement de París.

## Discografia
Enregistraments seleccionats:
- De Falla - Noches en los Jardines de España - Orchestre Symphonique (7 juny 1928, Gramòfon W 938/40un Matrice CT 4031/35 R).
- De Falla - Andaluza (Piezas Españolas n°4) (11 juny 1928, Gramòfon W 940b Matrice CT 4050)
- Les Sonates per a piano núm.21 (Op.53) i 23 (Op.57) de Beethoven (La Voix de fill Maître FALP199)
- A Trianon el 1961: Daquin, Le Coucou; La Poule de Rameau; el rondo alla turca de Mozart (de la Sonate K.331); Für Elise de Beethoven; Perpetuum mòbil (des de la Sonata Op. 24) de K.M.Weber; el Moviment musical D.780/3 de Schubert; 3 romances sense paraules de Mendelssohn; Somiant Op. 15/7 (des de Kinderszenen) de Schumann; el Vals en do sostingut menor, Op.64, núm.2 de Chopin; La Rapsòdia Hongaresa núm.2 i el Liebestraum núm. 3 de Liszt; el Vals Op.39/15 de Brahms; el Clair de Lune (3r moviment de la Suite Bergamasque) de Debussy; Rigaudon (Le Tombeau de Couperin) de Ravel; Mouvement perpétuel n°1 de Poulenc; O Polichinelo de Villa-Lobos.[7]

Documents sonors:
- La fantasia Coral de Beethoven - Orchestre national de la Radiodiffusion, director Roger Désormière, públicament i en emissió des del Théâtre des Champs-Élysées, 20 maig 1948.[8]
- Cortège Burlesque, últim moviment del concert de piano (Concert dans un Parc) d'André Lavagne.[9]